# Archiv für Sozialwissenschaft und Sozialpolitik
Das Archiv für Sozialwissenschaft und Sozialpolitik, wissenschaftliche Abkürzung ArchSozWiss (gelegentlich auch ASwSp), war eine Zeitschrift für Sozialwissenschaften und Sozialpolitik und Nachfolgerin des von Heinrich Braun begründeten Archivs für soziale Gesetzgebung und Statistik. 1904 übernahmen Max Weber, Edgar Jaffé und Werner Sombart die Redaktion. 1918 wurde Emil Lederer  verantwortlicher Redakteur, gegen den Sombart im August 1920 in einem Schreiben an den Verlag intrigierte: „Das ,Archiv‘ ist jetzt eine Sammelstätte jüdisch-pazifistischer Sozialdemokraten geworden, unter denen andere Mitarbeiter völlig verschwinden. … Sie können es einem deutsch empfindenden Menschen nicht verdenken, wenn er von der Gemeinschaft mit diesen Leuten so bald wie möglich loszukommen trachtet.“ 1934 stellte die Zeitschrift ihr Erscheinen ein. Trotz ihrer erheblichen Bedeutung ist die Zeitschrift als ganze bisher nicht digital zugänglich. Fünf Bände sind komplett bei Archive.org digitalisiert worden (Stand 2017).
Im Archiv sind unter anderem erschienen:
- W. E. B. Du Bois: Die Negerfrage in den Vereinigten Staaten, 1906. (22. Bd.)
- Max Weber: Die 'Objektivität’ sozialwissenschaftlicher und sozialpolitischer Erkenntnis, 1904. (19. Bd., Heft 1, S. 22–87)
- Max Weber: Agrarstatistische und sozialpolitische Betrachtungen zur Fideikommißfrage in Preußen, 1904. (19. Bd., Heft 3, S. 503–574)
- Max Weber: Die protestantische Ethik und der Geist des Kapitalismus, 1904–1905. (20. Bd., Heft 1, S. 1–54; 21. Bd., Heft 1, S. 1–110)
- Max Weber: Kritische Studien auf dem Gebiet der kulturwissenschaftlichen Logik, 1906. (22. Bd., Heft 1, S. 143–207)
- Max Weber: Zur Lage der bürgerlichen Demokratie in Russland, 1906. (22. Bd., Heft 1, Beilage, S. 234–353)
- Max Weber: Russlands Übergang zum Scheinkonstitutionalismus, 1906. (23. Bd., Heft 1, Beilage, S. 165–401)
- Max Weber: R. Stammlers »Ueberwindung« der materialistischen Geschichtsauffassung, 1907. (24. Bd., Heft 1, S. 94–151)
- Max Weber: Die Wirtschaftsethik der Weltreligionen, 1915 bis 1919.
  - Die Wirtschaftsethik der Weltreligionen. Religionssoziologische Skizzen. Einleitung; Konfuzianismus I-IV; Zwischenbetrachtung. Stufen und Richtungen der religiösen Weltablehnung, 1916. (41. Bd., Heft 1, S. 1–87; Heft 2, S. 335–421)
  - Die Wirtschaftsethik der Weltreligionen. Hinduismus und Buddhismus I-III, 1916. (41. Bd., Heft 3, S. 613–744; 42. Bd., Heft 2, S. 345–461; Heft 3, S. 687–814)
  - Die Wirtschaftsethik der Weltreligionen. Das antike Judentum I. Die israelitische Eidgenossenschaft und Jahwe, 1917. (44. Bd., Heft 1, S. 52–138; Heft 2, S. 349–443; Heft 3, S. 601–626)
  - Die Wirtschaftsethik der Weltreligionen. Das antike Judentum I (Schluß). Die Entstehung des jüdischen Pariavolkes, 1918. (46. Bd., Heft 1, S. 40–113; Heft 2, S. 311–366; Heft 3, S. 541–604)
- Hans Kelsen: Vom Wesen und Wert der Demokratie, 1920 (47. Bd., Heft 1, S. 50–85)
- Emil Lederer: Zur Soziologie des Weltkrieges. 1915, (39. Bd., Heft 3, S. 347–384)
- Ludwig von Mises: Die Wirtschaftsrechnung im sozialistischen Gemeinwesen, 1920 (47. Bd., Heft 1, S. 86–121)
- Walter Benjamin: Zur Kritik der Gewalt, 1921
- Karl Mannheim: Das konservative Denken, 1927 (57. Bd., Heft 1, S. 68–172; 57. Bd., Heft 2, S. 470–495)
- Carl Schmitt: Der Begriff des Politischen, 1927 (58. Bd., Heft 1, S. 1–33)
- Nikolai Kondratjew: Die langen Wellen der Konjunktur, 1926.